# Huatlatlauca
Huatlatlauca es una localidad del estado mexicano de Puebla. Es cabecera del municipio de Huatlatlauca.

## Demografía
| Censo | Población |
| ----- | --------- |
| 1900  | 1982      |
| 1910  | 6190      |
| 1921  | 3771      |
| 1930  | 1047      |
| 1940  | 1124      |
| 1950  | 1274      |
| 1960  | 1109      |
| 1970  | 1587      |
| 1980  | 381       |
| 1990  | 1464      |
| 1995  | 918       |
| 2000  | 980       |
| 2005  | 802       |
| 2010  | 854       |
| 2020  | 770       |